# Geertruidskerk
De Geertruidskerk is de protestantse kerk van Geertruidenberg. Deze kerk bevindt zich aan Elfhuizen 3.

## Geschiedenis
Op de plaats van de huidige kerk stond in de 11e eeuw reeds een aan Gertrudis van Nijvel gewijde Romaanse kerk uit tufsteen. Omstreeks 1200 werd het schip naar het zuiden toe uitgebreid. Pas in 1315 begon men met de bouw van de toren. In 1325 begon men met de noordelijke zijbeuk, terwijl omstreeks 1400 met de bouw van het priesterkoor en de crypte werd begonnen. Aan de noordzijde werd vervolgens de Onze-Lieve-Vrouwekapel gebouwd, waarna men aan het zuidertransept begon.
In 1420 werd, in het kader van de Hoekse en Kabeljauwse twisten, de stad door de Dordtenaren in brand gestoken, waarbij ook de kerk zwaar beschadigd werd. De crypte werd nimmer voltooid en de stenen gewelven werden door houten tongewelven vervangen. De zuidarm van het transept werd in 1439 voltooid en de toren in 1447, terwijl de noordarm en de noordbeuk respectievelijk omstreeks 1500 en omstreeks 1539 werden voltooid.
Nieuwe beschadigingen volgden tijdens de Tachtigjarige Oorlog. Bij de inname in 1593 door Prins Maurits werd de toren gedeeltelijk verwoest en ook de latere belegeringen door de Fransen lieten de kerk niet onbeschadigd. Pas in 1768 werd de toren definitief hersteld en door Philip Willem Schonck van een nieuwe bovenbouw voorzien. Een ingrijpende restauratie vond plaats in drie fasen tussen 1955 en 1990.
Uit oude documenten blijkt dat de abdij van Thorn bepaalde rechten had in Geertruidenberg. In 1310 werd de kerk op verzoek van de abdis van Thorn door Theobald, prins-bisschop van Luik, tot kapittelkerk verheven.
De eerste predikant in Geertruidenberg trad aan in 1574. De reeks van predikanten vertoonde echter een hiaat omdat de Spanjaarden de stad weer in bezit namen. Vanaf 1593 werd de kerk definitief Hervormd, later Protestantse Kerk in Nederland.

## Gebouw
Het gebouw is een driebeukige hallenkerk met een aan de noordzijde ingebouwde westtoren die uit vier geledingen bestaat. Aan de buitenzijde ziet men drie parallelle zadeldaken. Het bakstenen metselwerk is voorzien van speklagen. Dwarsarmen en koor zijn veelhoekig gesloten.

## Crypte
De crypte werd aan het einde van de 19e eeuw onder het priesterkoor ontdekt en in 1895 uitgegraven door een speciaal daartoe opgericht comité. In de crypte hangt nog een gedenkplaat met daarop de namen: N. Meyers (burgemeester en voorzitter), C. van Seters (uitvoerend architect), G.C.A. Harsveldt (1e luitenant kwartiermeester, secr. penningmeester), J.Nord (officier van gezondheid 1e klasse), C.J. Mollenberg (notaris), C. de Koningh (notaris), J.M. van Staveren (med. doctor). 

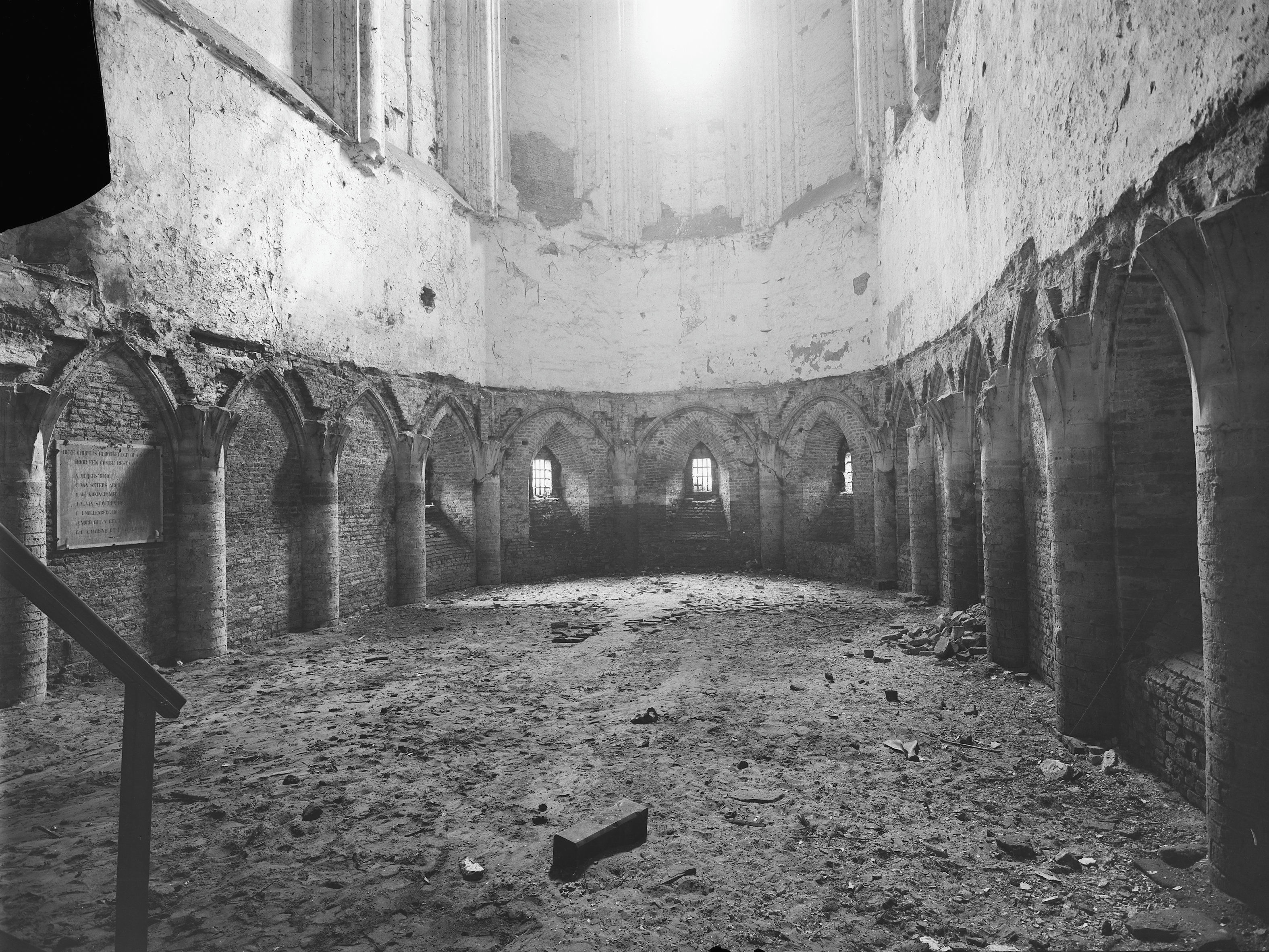
Crypte, uitgegraven, zicht naar het oosten

## Inventaris
- De kerk bezit vier grote houten tekstborden: Het Oranjebord uit 1582 ter ere van Willem van Oranje, een Regentenbord uit 1583, het Van Du(i)venvoorde-bord uit 1596 ter ere van de toenmalige Gouverneur van Geertruidenberg Arent van Duvenvoorde, en het Visserijbord uit 1616, vervaardigd door Abraham Loijsz en beschilderd door Isaac Boucquet.
- Er zijn negen houten rouwborden, waarvan de oudste dateert uit 1662.
- Er zijn 17e en 18e-eeuwse grafzerken en een epitaaf met marmeren borstbeeld voor stadscommandant Stephanus Coopius (†1649) en één voor zijn opvolger Dominicus Cassiopinus (†1651), een monument voor schout-bij-nacht Johan Zoutman uit 1845.
- Het koperen doopbekken uit 1741 is in Lodewijk XIV-stijl.
- Op het koor is één overgebleven laat middeleeuwse kop ("de oude man") als kraagsteen aanwezig. Tijdens de restauratie van 1987-1990 zijn door beeldhouwer Ton Mooy uit Amersfoort, elf nieuwe kraagstenen voor het koor vervaardigd, uitgevoerd in Baumberger kalksteen[10], die apostelen en evangelisten voorstellen.[11] In het zuidertransept zijn nog meer kraagstenen van hem te vinden (de wonderbaarlijke visvangst, Gertrudis van Nijvel, H. Elisabeth, Jeremia, David met het hoofd van Goliath).[12]
- Vóór, achter en aan de zijkant van de kerk bevinden zich de toegangspoorten met hardstenen hekpalen met rocaille-versiering uit 1768 en 1770, vervaardigd door Guilliam Carrier.[13]

## Fotogalerij Kraagstenen

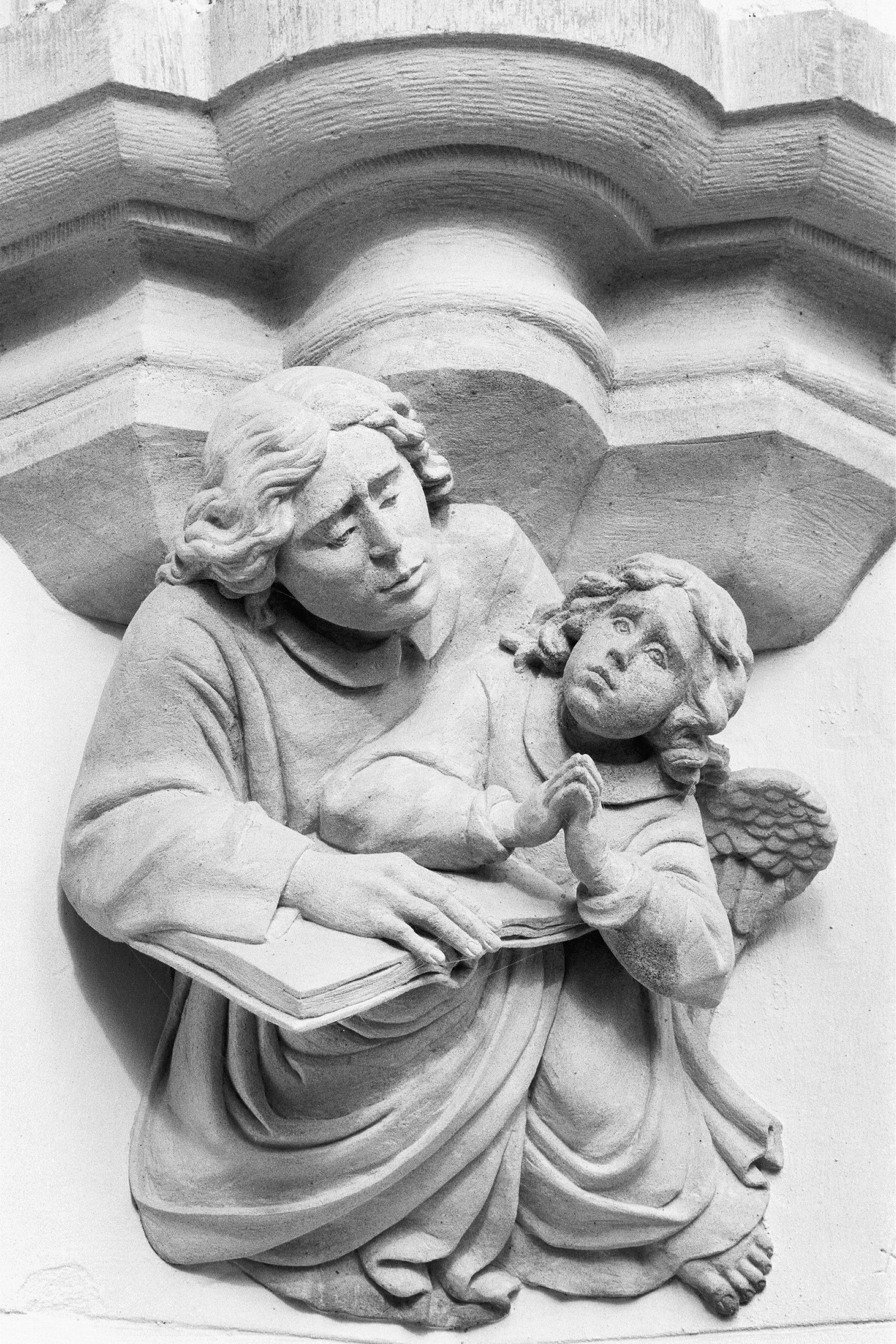
Mattheus (Ton Mooy) (Koor, Geertruidskerk)
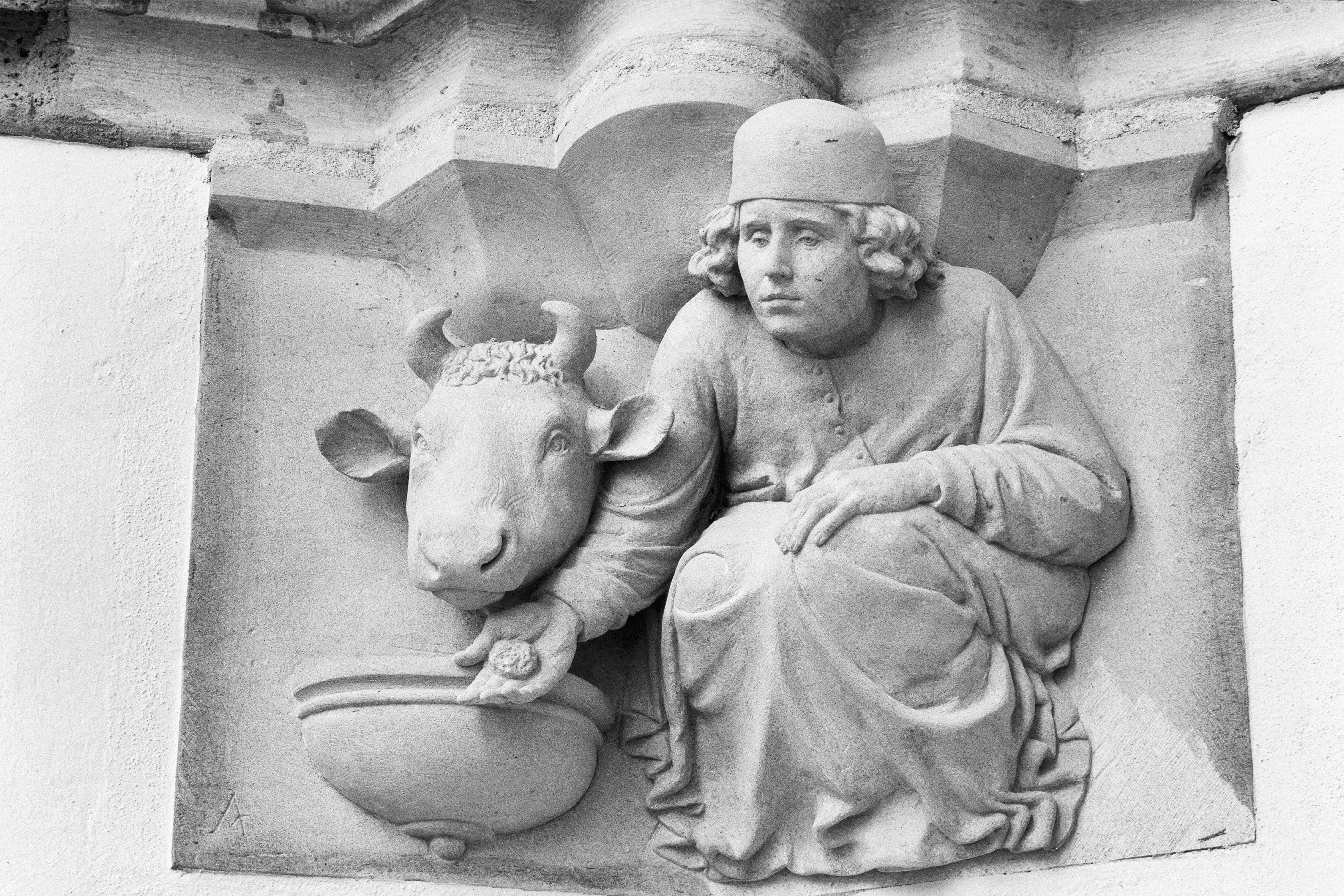
Lucas (Ton Mooy) (Koor, Geertruidskerk)
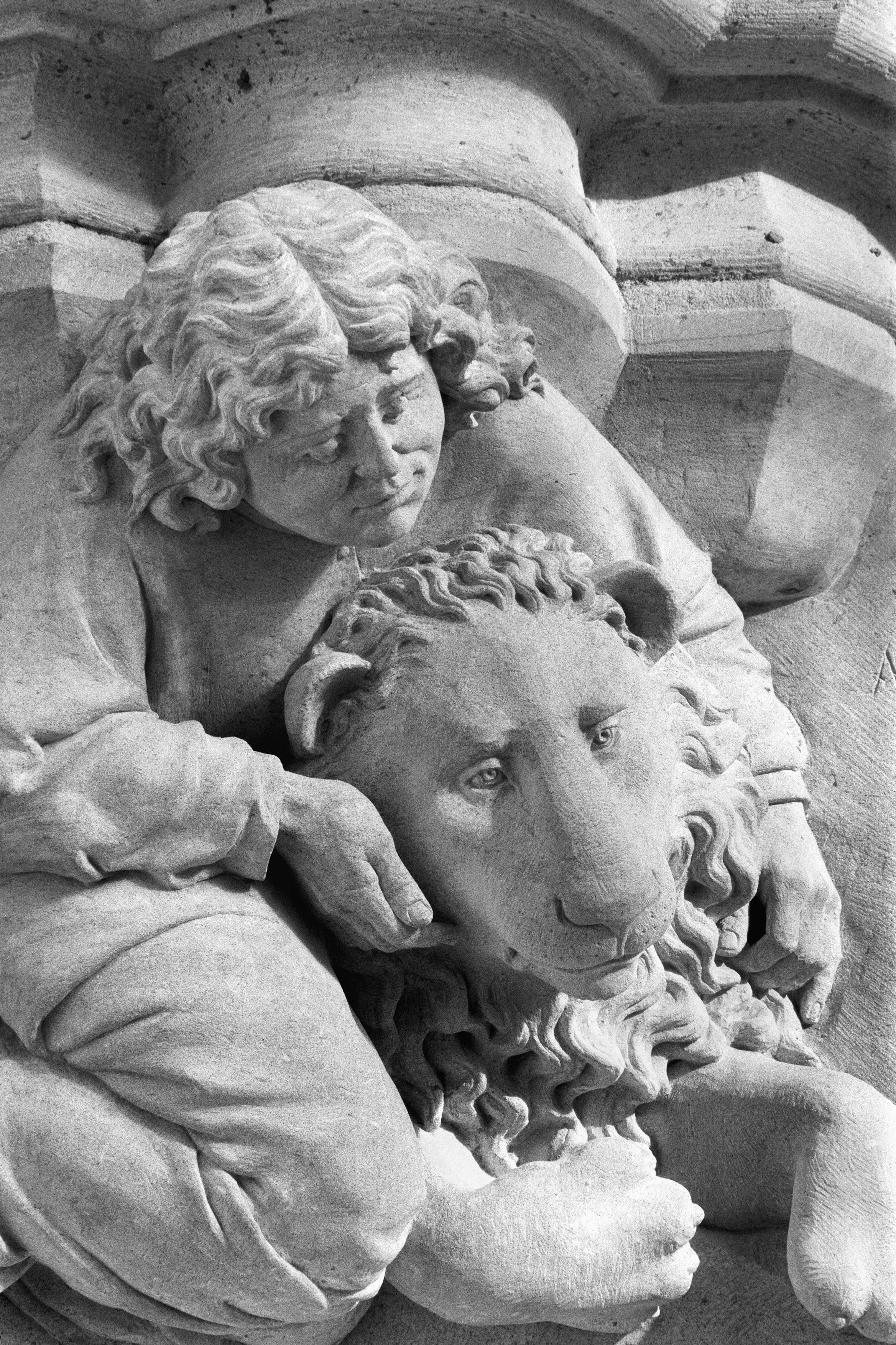
Marcus (Ton Mooy) (Koor, Geertruidskerk)
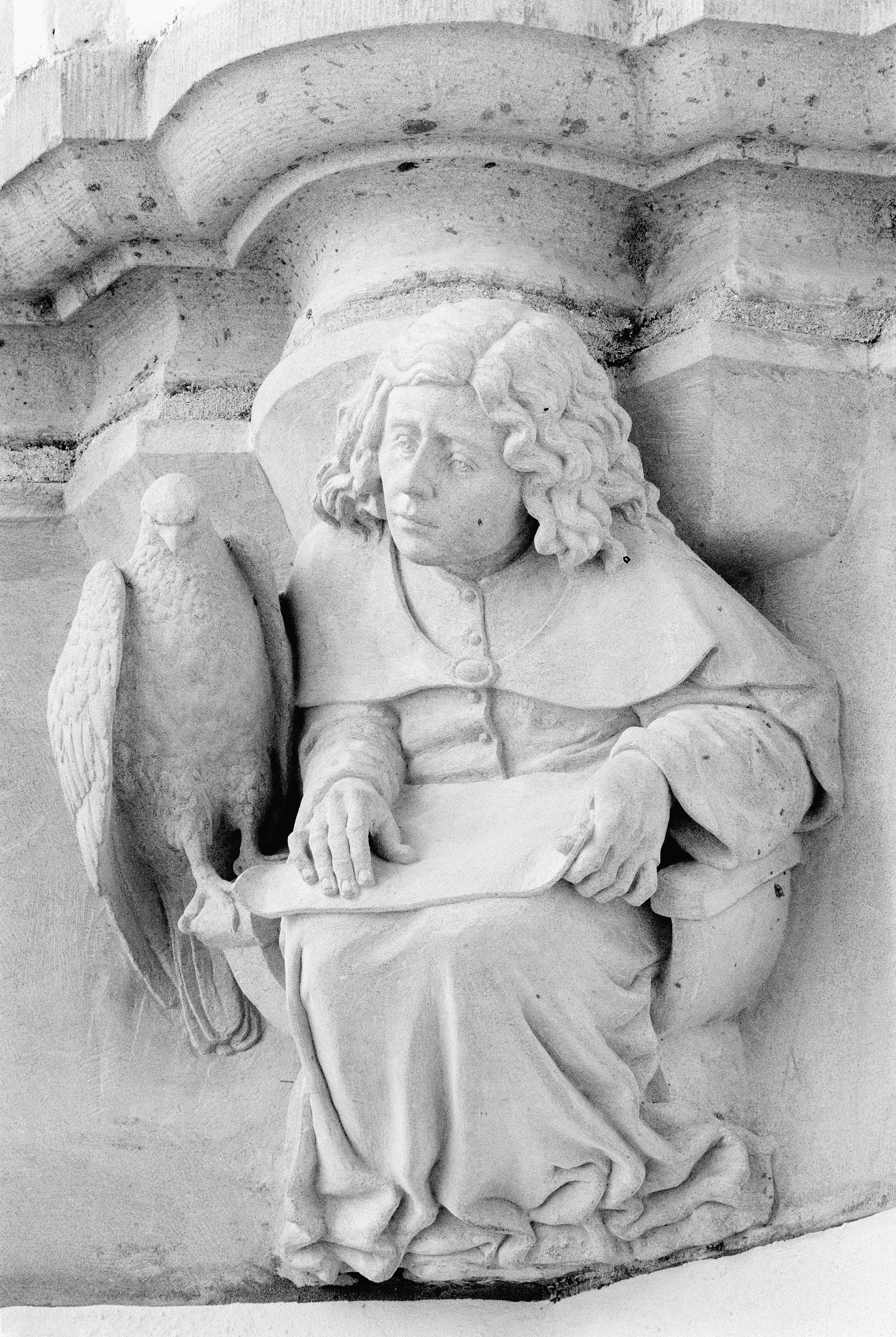
Johannes (Ton Mooy) (Koor, Geertruidskerk)
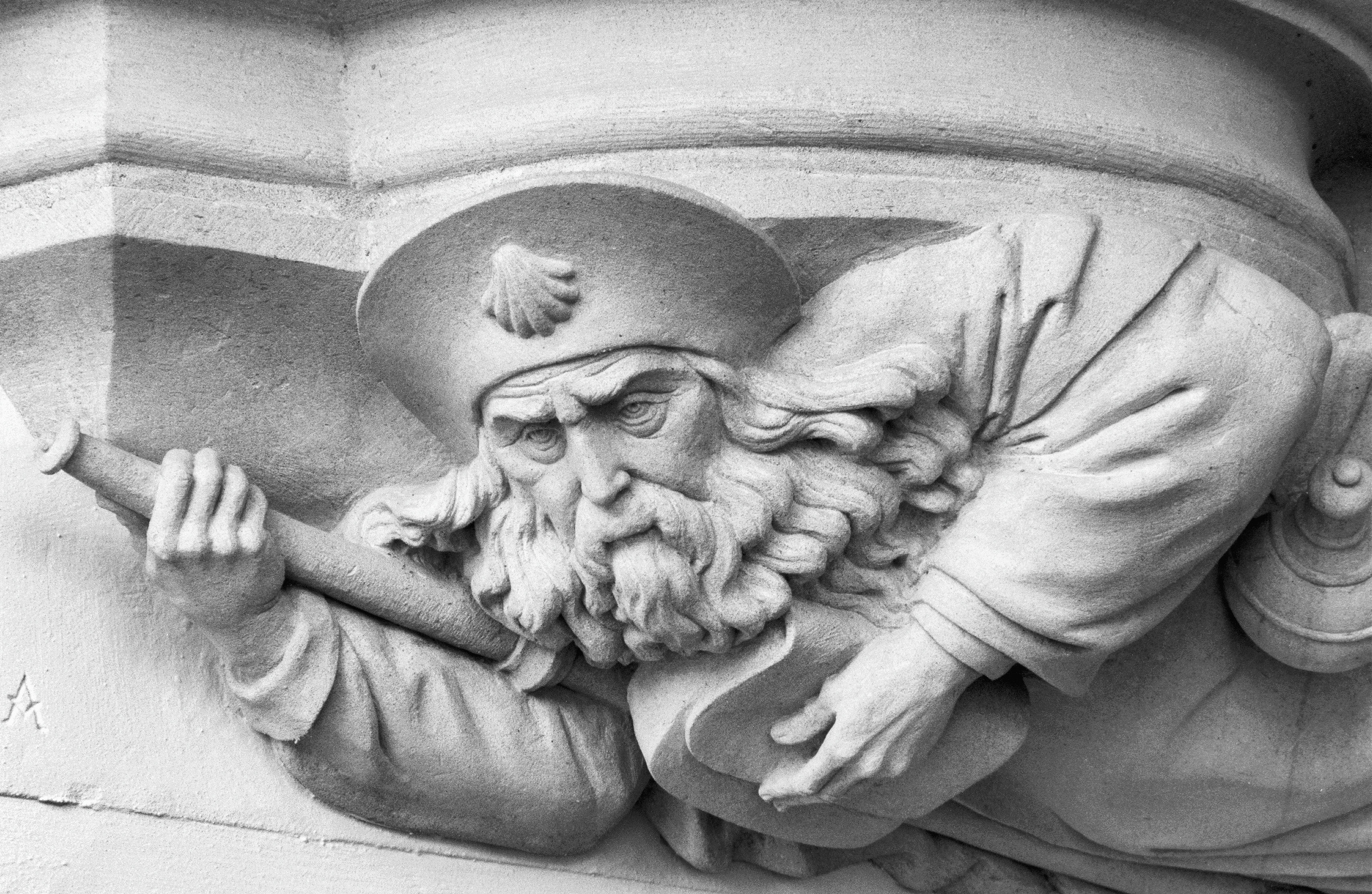
Jacobus Major (Ton Mooy) (Koor, Geertruidskerk)
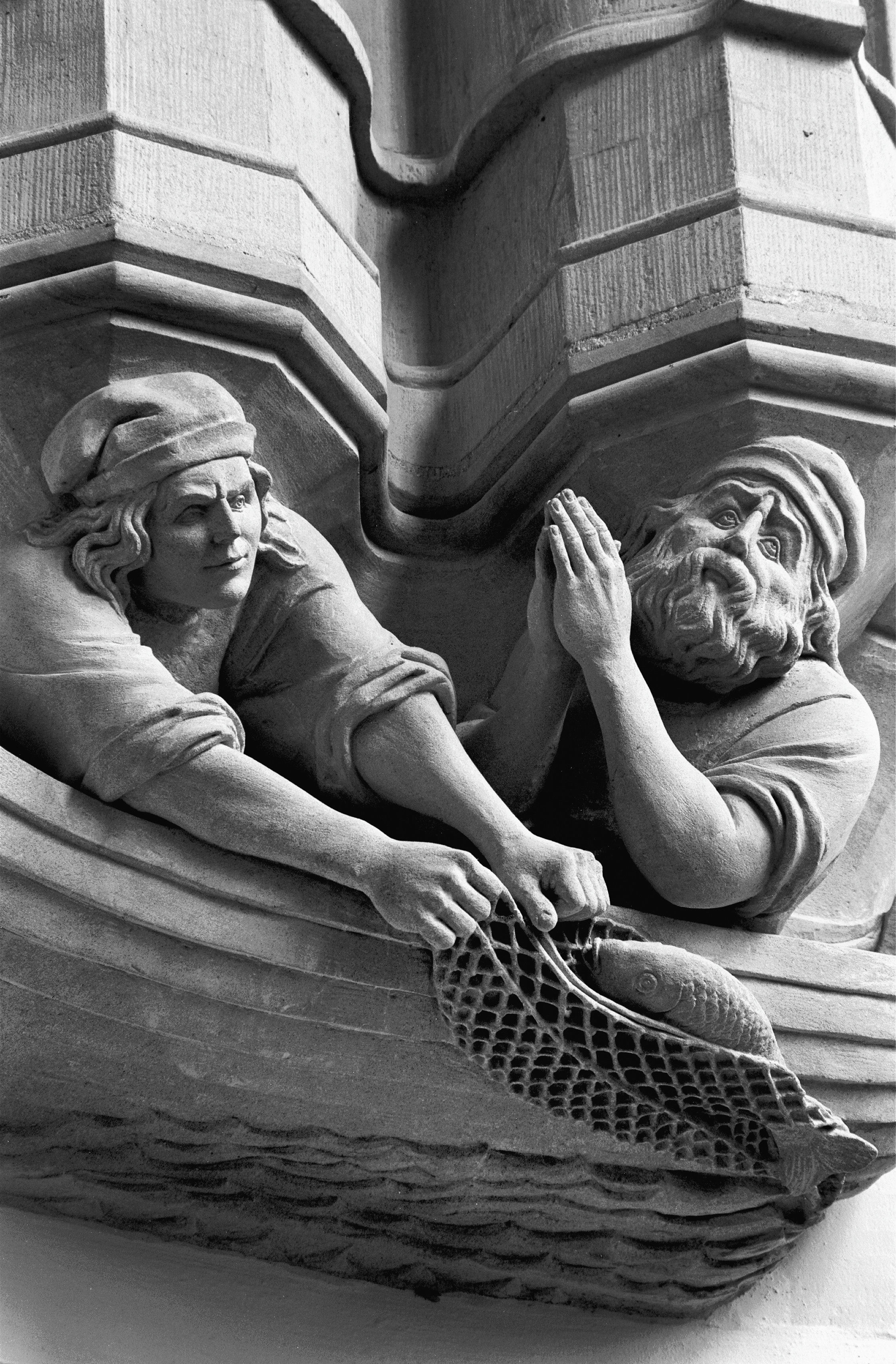
De wonderbaarlijke visvangst (Ton Mooy) (Zuidertranscept, Geertruidskerk)
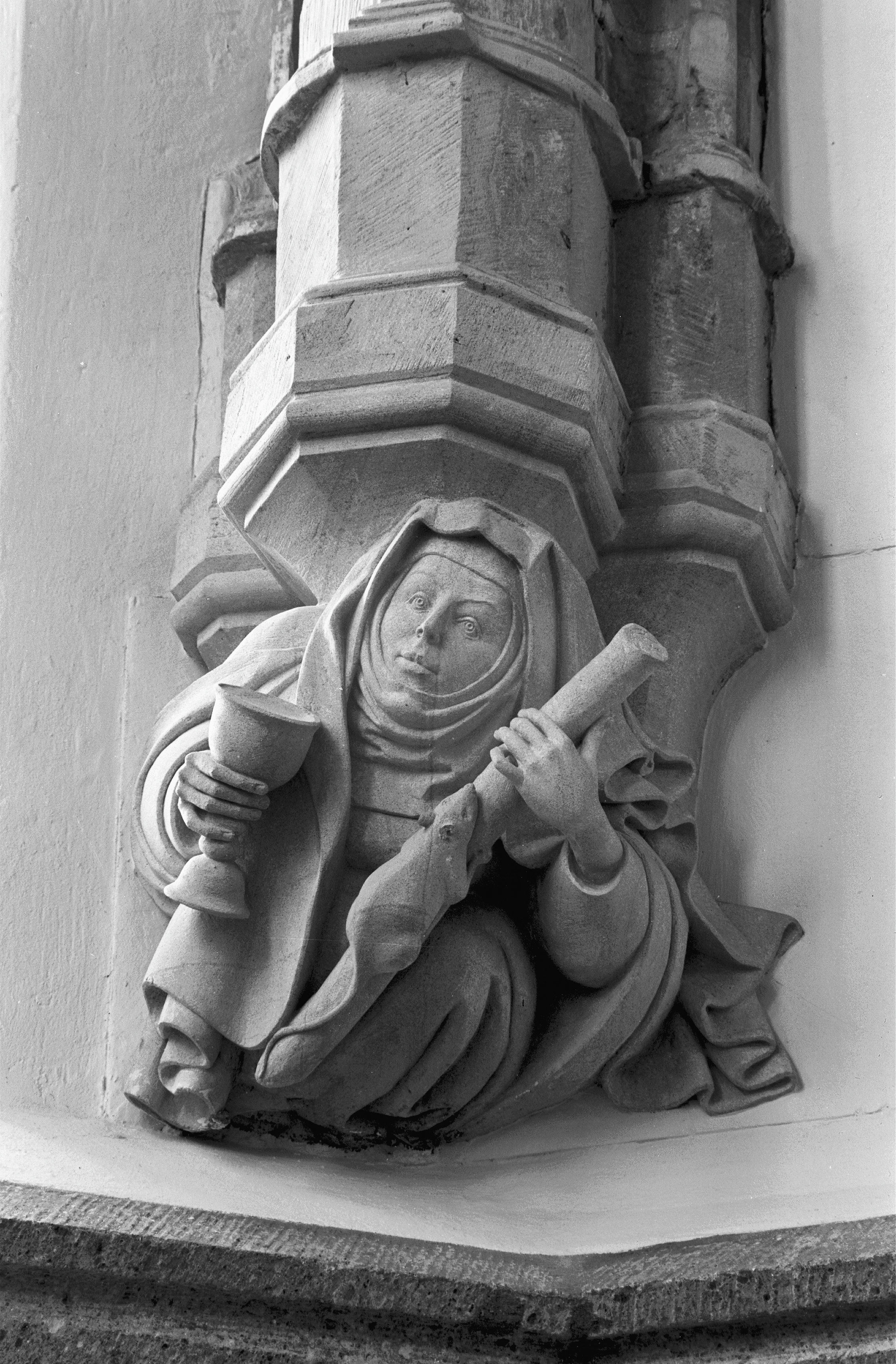
H. Gertrudis van Nijvel (Ton Mooy) (Zuidertranscept, Geertruidskerk)
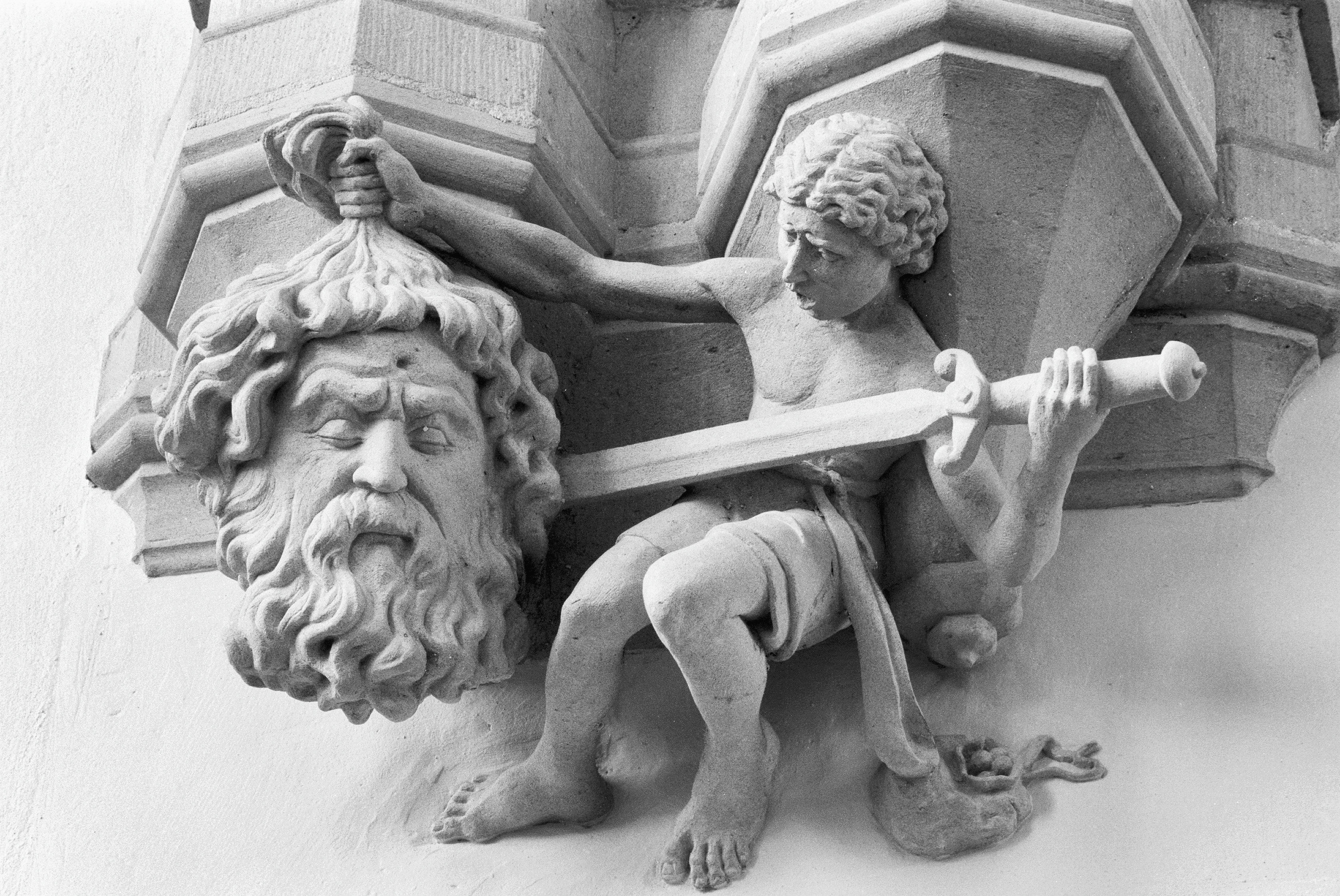
David met het hoofd van Goliath (Ton Mooy) (Zuidertranscept, Geertruidskerk)

## Vollebregtorgel

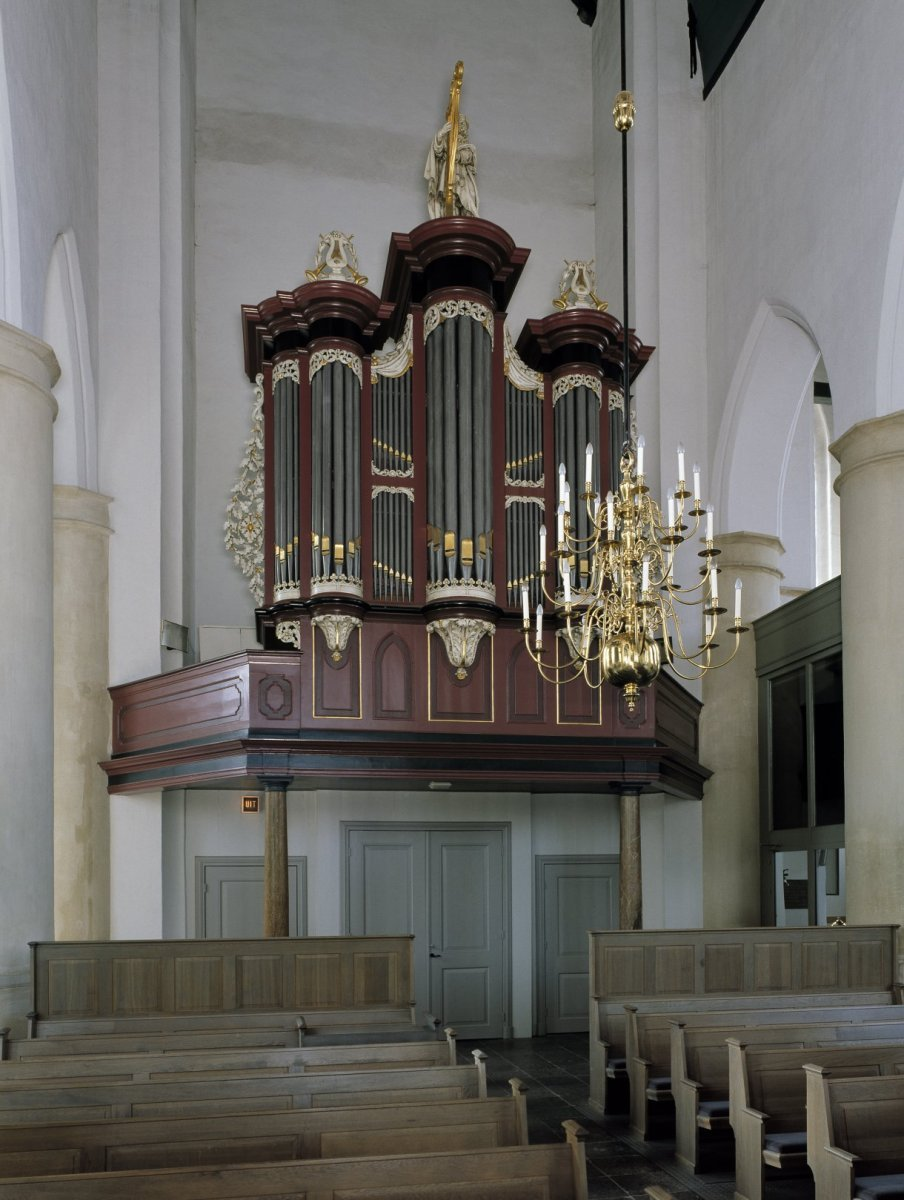
Vollebregtorgel (1861) Geertruidskerk

Het pijporgel in de kerk werd in 1861 gebouwd door Johannes Vollebregt uit 's-Hertogenbosch, voor het bedrag van 2050 guldens. Het verving een ouder Bätz-orgel (één-klaviers instrument) uit 1750, welke afkomstig was uit de Waalse kerk te Heusden en heeft dienst gedaan tussen 1817 en 1861. Dit Bätz-orgel werd in 1861 verkocht voor 700 guldens aan de Hervormde kerk in Middelharnis, waar het in 1862 per schip naar toe werd vervoerd, met uitzondering van de beide spaanbalgen, die achterbleven in de kerk en nog steeds in gebruik zijn. In 1877 komt het Bätz-orgel terecht in de Laurentiuskerk te Mijnsheerenland.
Het eerste kerkorgel is in 1793 door brandstichting van de Franse soldaten, die de kerk als kazerne hadden ingenomen, vernietigd. Wat voor soort orgel het is geweest is onduidelijk. In 1806 toont koning Lodewijk Napoleon bij een bezoek aan de kerk zijn medeleven voor de geleden schade en schenkt 2000 gulden voor een nieuw te bouwen orgel.
In 1912 en 1976 kreeg het Vollebregtorgel een schoonmaakbeurt. Tussen 1982 en 1983 werd het orgel gerestaureerd door de gebroeders Vermeulen, kerkorgelbouwers te Weert.
Na de grote kerkrestauratie van 1987-1990, werd de scheidsmuur, die in 1817 was geplaatst, weggehaald. Hierdoor verdubbelde de ruimte van de kerk, waarbij de klank (het orgel was immers voor een veel kleinere kerk gebouwd) als ontoereikend werd ervaren. Hierop werd het orgel in 2005 uitgebreid door orgelmaker J.C. van Rossum en medewerkers uit Andel, onder advies van Peter van Dijk. De windlade en het pijpwerk werden in een aparte kast achter de bestaande kast geplaatst. De winddruk, die na 1983 was verhoogd, werd teruggebracht en de intonatie werd gecorrigeerd.
De orgelkast is gemaakt van vurenhout. Het front en de zijkanten zijn geschilderd. Als bekroning heeft het een David-beeld met harp op de middentoren en twee identieke muziektrofeeën op de zijtorens.
Het orgel heeft 1 manuaal met 10 stemmen en een vrij pedaal met 5 stemmen. De dispositie van het Vollebregt-orgel:
| Manuaal C-f3    | Pedaal C-c1   |
| --------------- | ------------- |
| Bourdon 16      | Sub-bas 16    |
| Prestant 8      | Octaaf bas 8  |
| Holpijp 8       | Wijd gedekt 8 |
| Salicionaal 8   | Octaaf 4      |
| Octaaf 4        | Trompet 8     |
| Gedekte fluit 4 |               |
| Quint 3         |               |
| Nachthoorn 2    |               |
| Cornet 4 st.    |               |
| Trompet 8 B/D   |               |
| Ventiel         |               |

| Winddruk:    | 62 mm wk          |
| Toonhoogte:  | a1 = 420 Hz       |
| Temperatuur: | evenredig zwevend |